# Rozier-en-Donzy
Rozier-en-Donzy est une commune française située dans le département de la Loire en région Auvergne-Rhône-Alpes.

## Géographie

### Localisation
Rozier-en-Donzy se situe sur les premiers contreforts des monts du Lyonnais et du Beaujolais, en contre-haut de la plaine du Forez.
Implanté à une altitude variant de 386 m à 680 m, le village domine le parcours de la Loire et observe, en fond de plan « les montagnes du soir », dont Pierre-sur-Haute est le point culminant des monts du Forez. Plus loin, et par temps clair le mont Mézenc accroche le regard.
La commune prend naissance dans le vallon du Chanasson, au sud, elle suit le crête qui délimite les deux bassins versants et s'ouvre au nord sur un petit plateau en limite de la commune de Bussières.
De part et d'autre, le paysage cerne la limite communale :
- à l'est, la vallée du Chanasson,
- à l'ouest, plusieurs thalwegs rejoignent le vallon du Sault,
- au nord, la pinède de Mussy (Espace Boisé Classé depuis 1986) dominant le village constitue un élément fort du paysage que complètent les boisements des versants des vallons des Placettes et de Cache-Piou).

Grâce à une altitude moyenne, grâce à sa pinède, le brouillard, noyant la plaine, est pratiquement inexistant sur la commune, l'humidité y est réduite et le territoire est fort bien abrité des vents froids (la bise). Ce micro-climat a permis la culture du vignoble entre le Moyen Âge et le XXe siècle.

### Communes limitrophes
Les communes limitrophes sont :
| Bussières                   | Sainte-Agathe-en-Donzy | Cottance |
| Bussières Pouilly-lès-Feurs | Rozier-en-Donzy        | Cottance |
| Pouilly-lès-Feurs           | Civens                 | Cottance |

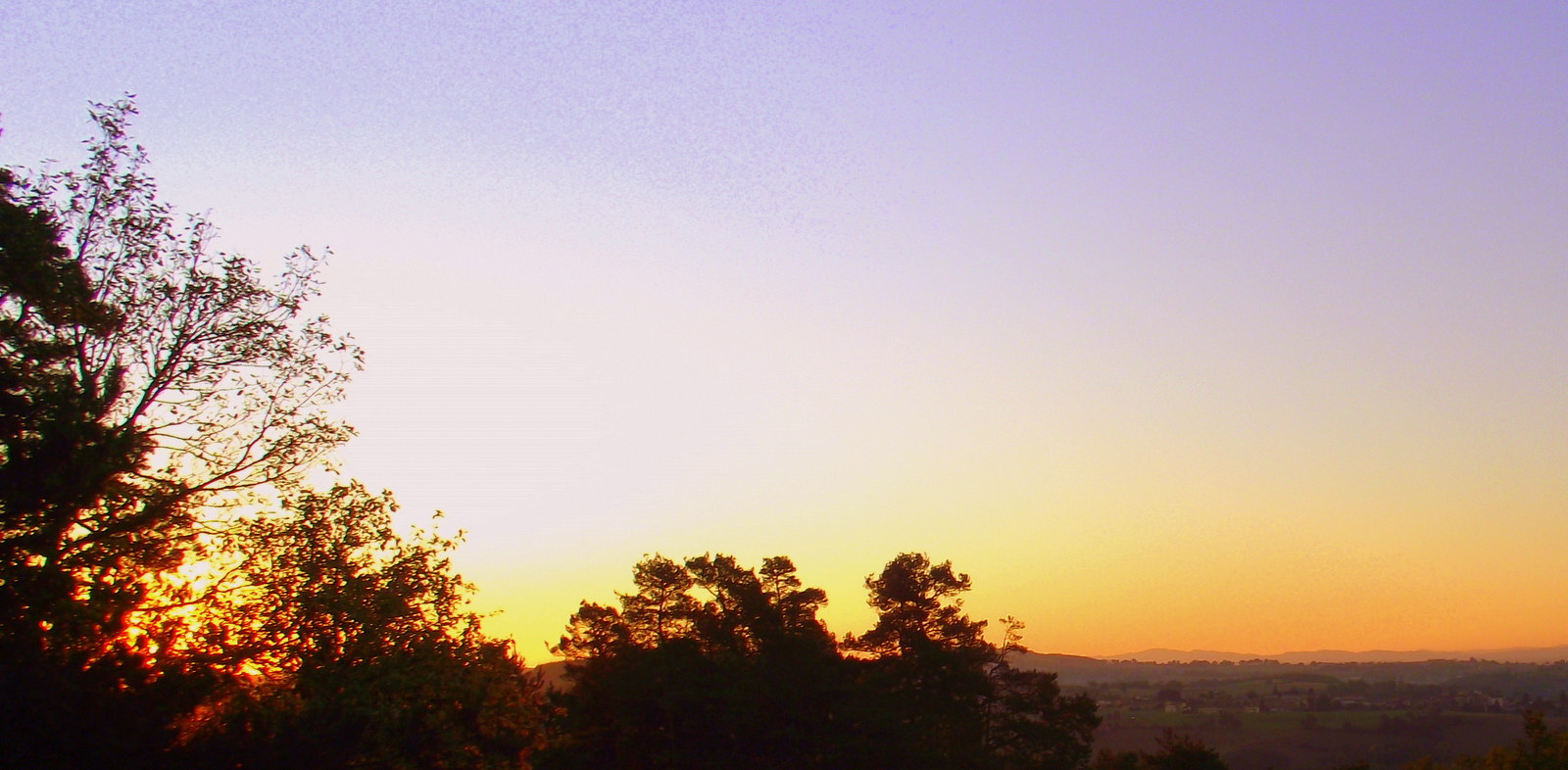
Lever de soleil sur les monts du Lyonnais vu de Rozier.
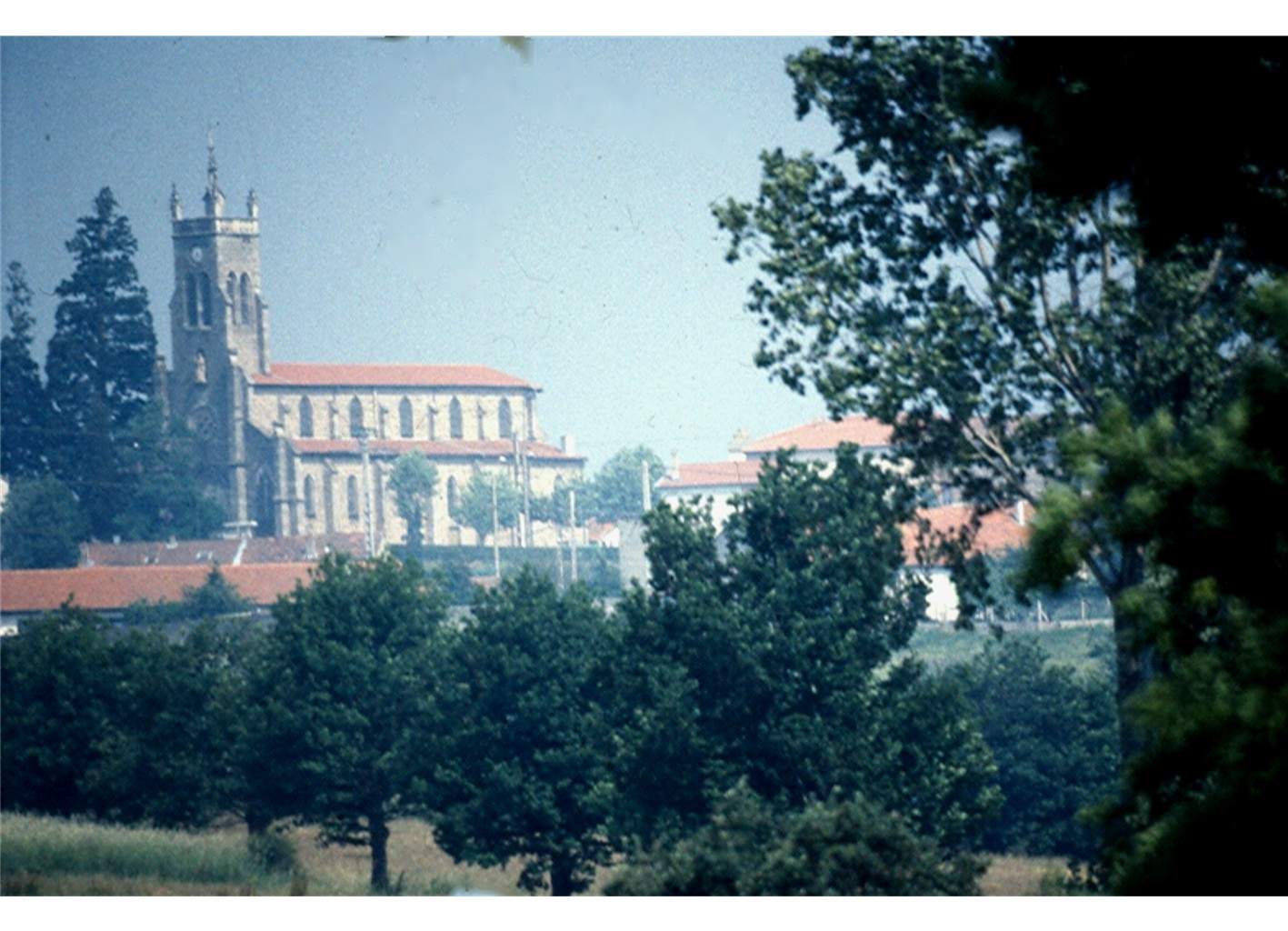
L'église de Rozier.
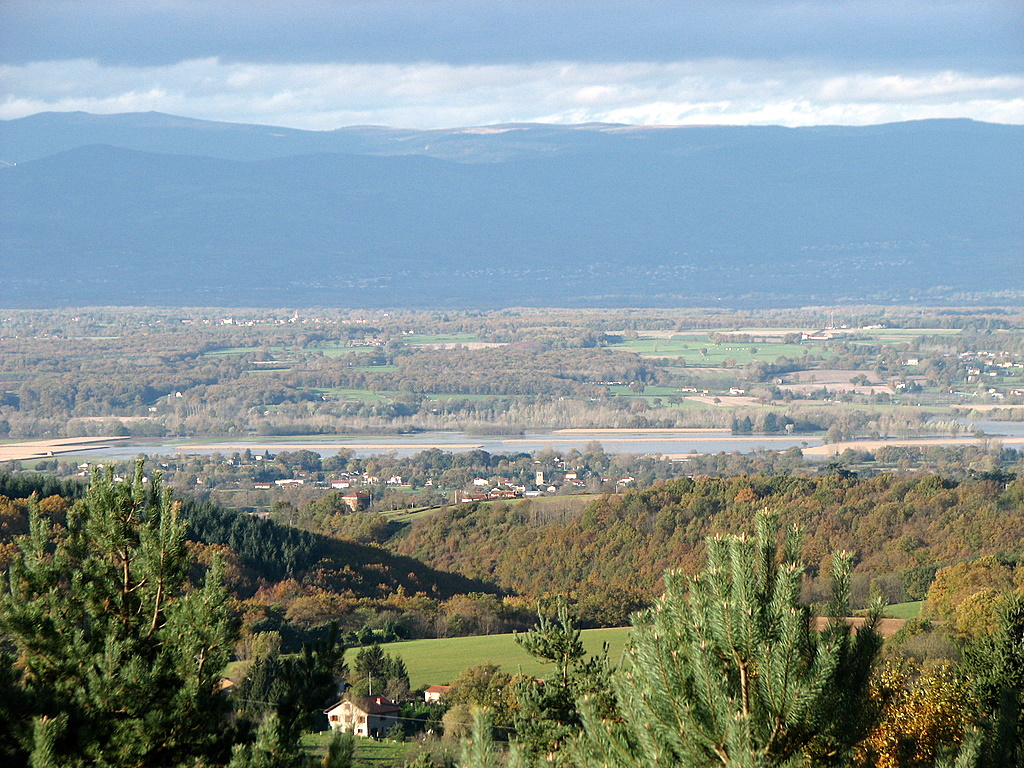
Plaine et monts du Forez vue de la table d'orientation.
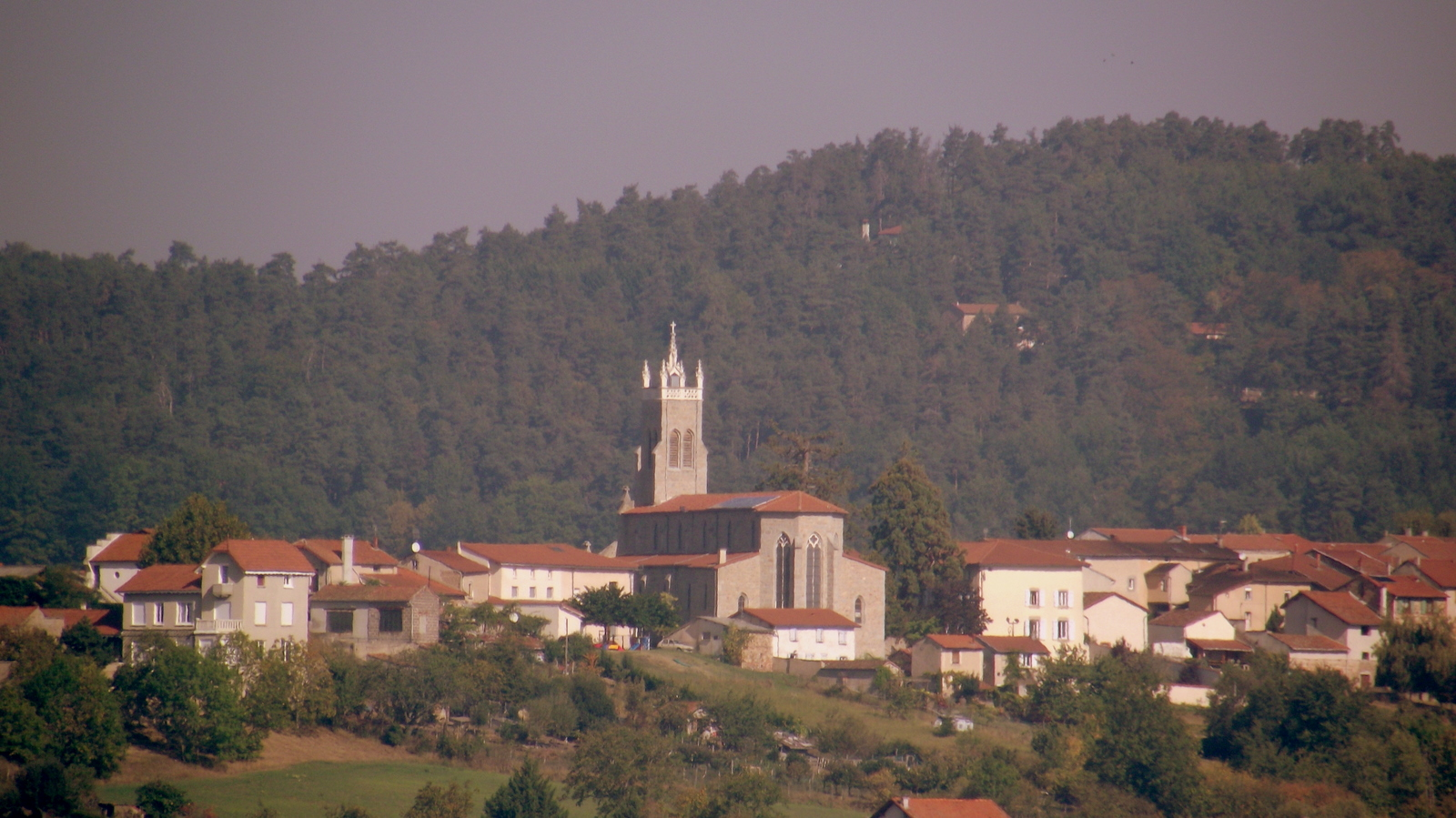
Rozier-en-Donzy à l'abri des bois de Mussy.
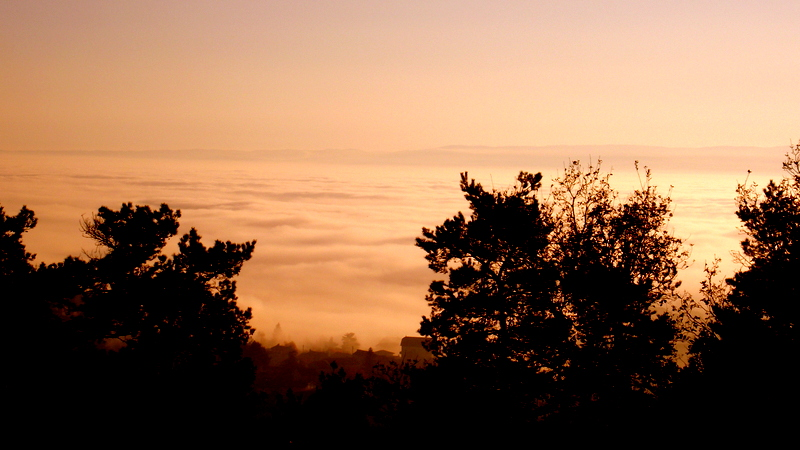
Le brouillard de la plaine du Forez lèche le bas de Rozier.

### Climat
Pour des articles plus généraux, voir Climat d'Auvergne-Rhône-Alpes et Climat de la Loire.
En 2010, le climat de la commune est de type climat océanique dégradé des plaines du Centre et du Nord, selon une étude du Centre national de la recherche scientifique s'appuyant sur une série de données couvrant la période 1971-2000. En 2020, Météo-France publie une typologie des climats de la France métropolitaine dans laquelle la commune est exposée à un climat de montagne ou de marges de montagne et est dans la région climatique Nord-est du Massif Central, caractérisée par une pluviométrie annuelle de 800 à 1 200 mm, bien répartie dans l’année.
Pour la période 1971-2000, la température annuelle moyenne est de 10,5 °C, avec une amplitude thermique annuelle de 16,5 °C. Le cumul annuel moyen de précipitations est de 800 mm, avec 9,4 jours de précipitations en janvier et 7,2 jours en juillet. Pour la période 1991-2020, la température moyenne annuelle observée sur la station météorologique de Météo-France la plus proche, « Feurs », sur la commune de Feurs à 8 km à vol d'oiseau, est de 12,1 °C et le cumul annuel moyen de précipitations est de 650,3 mm,. Pour l'avenir, les paramètres climatiques de la commune estimés pour 2050 selon différents scénarios d'émission de gaz à effet de serre sont consultables sur un site dédié publié par Météo-France en novembre 2022.

## Urbanisme

### Typologie
Au 1er janvier 2024, Rozier-en-Donzy est catégorisée bourg rural, selon la nouvelle grille communale de densité à sept niveaux définie par l'Insee en 2022.
Elle est située hors unité urbaine. Par ailleurs la commune fait partie de l'aire d'attraction de Feurs, dont elle est une commune de la couronne,. Cette aire, qui regroupe 16 communes, est catégorisée dans les aires de moins de 50 000 habitants,.

### Occupation des sols
L'occupation des sols de la commune, telle qu'elle ressort de la base de données européenne d’occupation biophysique des sols Corine Land Cover (CLC), est marquée par l'importance des territoires agricoles (66,8 % en 2018), en diminution par rapport à 1990 (68,4 %). La répartition détaillée en 2018 est la suivante : 
prairies (45,4 %), forêts (23,6 %), zones agricoles hétérogènes (21,4 %), zones urbanisées (9,6 %). L'évolution de l’occupation des sols de la commune et de ses infrastructures peut être observée sur les différentes représentations cartographiques du territoire : la carte de Cassini (XVIIIe siècle), la carte d'état-major (1820-1866) et les cartes ou photos aériennes de l'IGN pour la période actuelle (1950 à aujourd'hui).

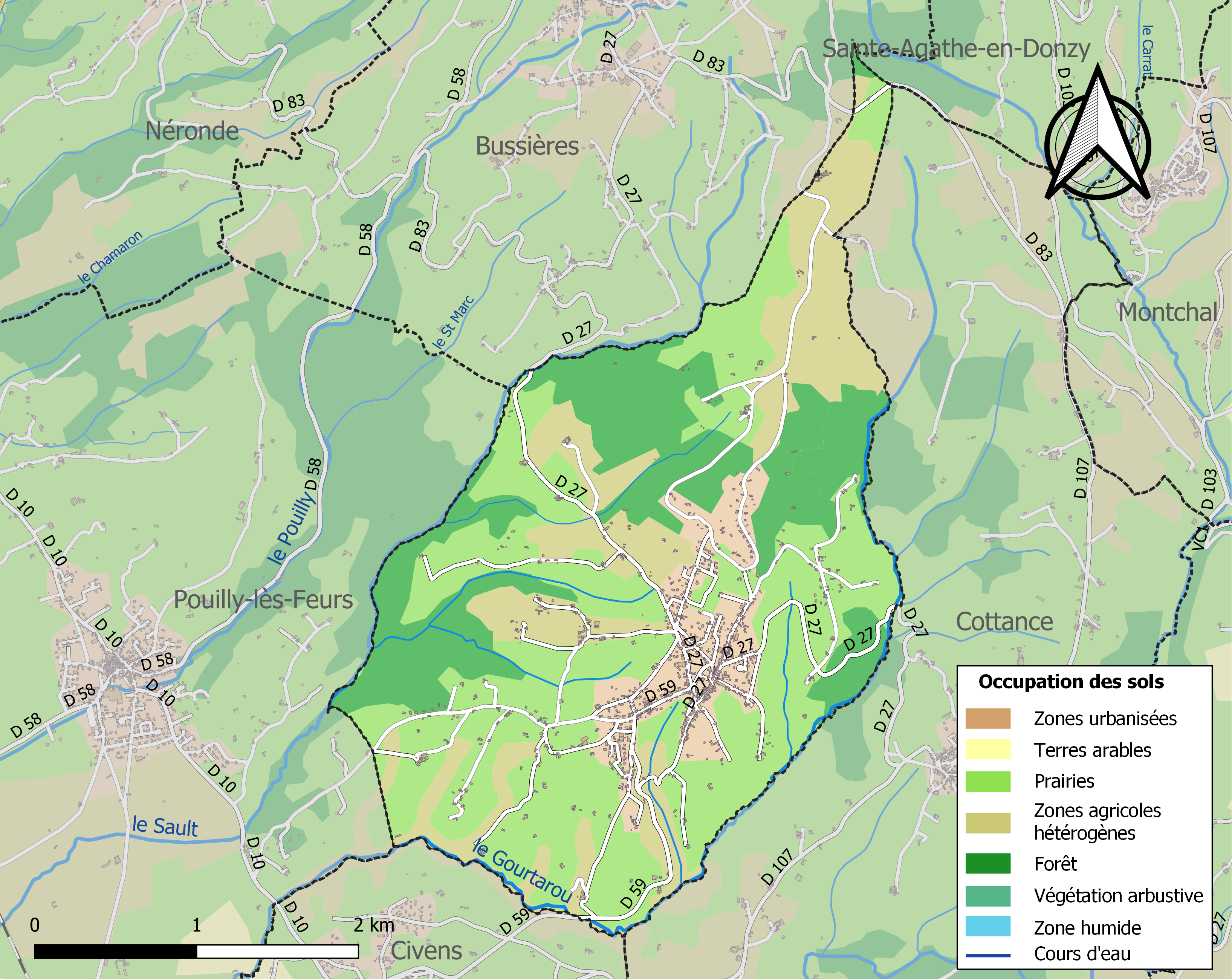
Carte des infrastructures et de l'occupation des sols de la commune en 2018 (CLC).

## Toponymie
Ce n'est pas la rose qui a donné son nom à Rozier, ni le roseau.
Cette supposée origine n'est en fait qu'une rumeur qui suit les générations, sans que l'on sache d'où elle vient. Le roseau en latin se dit « calami », nous sommes bien loin de la supposée racine de Rozier. D'autre part, n'oublions pas qu'en l'an mil la plaine du Forez, toute proche, était un vaste marécage, assainit par les comtes du Forez à partir du XIVe siècle seulement, et où, très certainement, les roseaux ne manquaient pas. Ce qui permet de dire que sur le territoire de Rozier les quelques roseaux s'y trouvant n'étaient en rien remarquables, ni exceptionnels pour donner leur nom à ce lieu. Alors d'où vient « Rozier » ?
Si l'on se réfère au cartulaire de l'abbaye de Savigny (Rhône) et plus particulièrement aux chartes de celle-ci, on trouve à l'an 960 « Villa quoe dicitur Rozerias… », le second texte de cette Charte 237 se trouve au tome 2 du même cartulaire : « Donatio rerum in Rozerüs villa domno Gausmaro abbati a Gerardo et uxore… ». Ce qui se traduit par : « Gerard et son épouse ont fait donation de la villa Rozerüs à l'abbé Dom Gausmarus… ». Le manuscrit original, imprimé vers 1863 par Aug. Bernard, peut expliquer que ce dernier ait écrit « Rozerias » ou « Rozerüs », en lieu et place de « Roseris » signifiant « de couleur rose ». Or le sol de Rozier-en-Donzy est pour partie du granit rose utilisé couramment jusqu'au XIXe siècle dans la construction, ce qui n'est pas le cas à quelques kilomètres de là.
« Villa Rozerüs » ne peut alors que signifier « Villa de couleur rose » (Villa romaine). La couleur du sol a donc donné, très certainement, le nom du village de Rozier.
Donzy dérive de Dominiacum (littéralement « la terre appartenant au seigneur »), ce qui indique que Rozier faisait partie du domaine comtal (avec Salt, Sainte-Agathe et Essertines).

## Histoire
Peu de localité de la Loire, à l’exception des importantes cités de l’antiquité telles que Feurs, ont eu la chance de pouvoir dater leur entrée dans l’histoire. C’est pourtant le cas du bourg de Rozier, mentionné pour la première fois en 960 (cf. ci-dessus cartulaire de l’abbaye de Savigny).
Rozier (le Rozeriis ou Villa Rozerias des Romains) existait assurément bien avant dans l’Histoire sans y être nommé, et aux premiers siècles de la Gaule gallo-romaine, les puissants citoyens et consuls de Feurs y avaient sans doute des domaines entretenus par leurs esclaves et des propriétés bénéficiant du climat exceptionnel des Montagnes du Matin. Rien n’aura subsisté de ces quatre siècles de Pax Romana et, n’était le cartulaire de l’abbaye de Savigny, l’on ne saurait rien du lointain passé de Rozier.
À peine 150 ans après la mort de Charlemagne, alors que se développe à Savigny, près de l’Arbresle, une puissante abbaye bénédictine carolingienne fondée en 542 et que dirige l’abbé Gausmarus commandant alors à 72 paroisses, le Forez est gouverné par un important personnage, le comte Gérard de Forez (de la première race des comtes de « LION & de FOREZ », mort en 999) résidant à Montbrison. Nous sommes alors à quelques décennies de l’an mil, et le monde chrétien de l’époque vit les fameuses «Terreurs de l’an mille» promettant  la fin des Temps prophétisés par l’Apocalypse de saint Jean. Il s’agit donc pour tout un chacun d’assurer son salut éternel avec l’assistance de l’Église. Le comte Gérard et la comtesse Gimberge, son épouse, décident de faire donation à l’abbaye de Savigny, pour le salut de leurs âmes, de deux de leurs domaines en Forez : Rozier et Albieu-Bussy (charte 237 au cartulaire de Savigny tome 1 et tome 2). La « Villa Rozerias » forme au Xe siècle un ensemble important de manses avec curtils, verchères, vignes, prés et champs, terres cultes et incultes, parcelles de forêts et cours d’eau, entretenus par des personnels de serfs et serves vivant dans des habitations regroupées sur la croupe où s’établit actuellement le bourg de Rozier.
L’abbaye de Savigny pourvoira désormais à l’exploitation mais aussi à l’entretien et à la protection du domaine. Aussi dès l’an mil, entre 998 et 1007, l’abbé Hugues de Savigny fait-il édifier face à la plaine du Forez, une ceinture défensive de 13 églises dont celle de Rozier. Une massive église romane consacrée à saint Pierre domine le village. Le cartulaire de Savigny la mentionne ainsi : « Ecclesia de Roseriis in honore St-Petri, in Roseriae vel Villa Rozerias in agro Forensi ».
Pendant cinq siècles, les prieurs de Montrottier géreront pour le compte de l’abbaye de Savigny ses domaines en Forez. Ils deviendront les « seigneurs décumateurs » - dans le sens de : maîtres - de Rozier, et des autres paroisses, chargés de prélever la dîme, nommer les curés, rendre la justice, mais aussi assurer la protection et l’entretien des habitants.
Au XIIIe siècle nous pouvons penser qu’à Rozier la terre était très productive, par rapport à la plaine du Forez qui n’était que marécages et subissait les affres des crues de la « Liger » (la Loire). En effet, Marguerite Gonon –historienne forézienne- n’a trouvé, parmi nombre de testaments foréziens du XIIIe siècle qu’elle déchiffra  et qui nous sont connus par les textes, qu’un seul testament paysan, celui de « Johannès de Borbonno à Rozier » daté de 1289. Tous les autres émanent de gens ayant de grandes fonctions dans le comté. À cette époque seuls les plus fortunés testaient.
Après 1330, la guerre de Cent ans conduit le prieur Jean de Varenne à la mise en défense de Rozier, la plus avancée et la plus exposée de ses paroisses face à la plaine du Forez. Mais la peste noire de 1348 décimera la population. C’est au prieur Guillaume de Lespinasse qu’incombera, à partir de 1362, la remise en défense de Rozier face au fléau des « Grandes Compagnies ». L’église romane dont le clocher massif est fortifié à la hâte, devient le refuge des habitants face aux bandes des « Tard-Venus » du sinistre Seguin de Badefol.
À partir de 1562 nouvelles alertes avec les Guerres de religion et les sévices du baron des Adrets en 1573. Celui-ci traverse Rozier et les Montagnes du Matin en direction de Montrottier, à la vaine recherche de la fameuse « rose d’or » du prieuré.
Dans le même temps, une petite lueur d’espoir apparaît du côté de Lyon avec la naissance en 1540 de la corporation des canuts. Pendant plus de quatre siècles cette industrie de la soierie et de son tissage s’étendra progressivement depuis Lyon jusqu’aux domaines de l’abbaye de Savigny.
À la fin de l'ancien régime, Rozier était  village et paroisse en Forez, archiprêtré de Néronde, élection de Roanne, justice de Donzy, châtellenie royale de Feurs.  Le prieur de Montrottier nommait à la cure.
« Roziers » (carte de Cassini) deviendra « Rosiers-en-Donzy » au XVIIIe siècle (cartulaire de Savigny, t. II, p. 1032). Selon le dictionnaire topographique de la Loire de J.E. Dufour ce n’est qu’au recensement de 1926 que nous trouvons la forme actuelle : Rozier-en-Donzy. Cependant dans le premier registre des délibérations du conseil municipal daté de 1838 il est déjà fait mention de : Rozier-en-Donzy, de même que le premier cadastre daté de 1813.  Alors de quand date cet ajout de «en Donzy » et le remplacement du "s" par un "z" ?
A la Révolution le prieuré de Montrottier disparaîtra. Rozier-en-Donzy rentre désormais dans le droit commun des autres communes du futur département de la Loire. 
À partir du Premier Empire, le tissage devient à Rozier un complément de ressources, un appoint aux revenus fermiers. Naît alors à Rozier une sorte d’aristocratie locale de l’artisanat du tissage qui fait la fortune du bourg. Tant et tant  prospère qu’à la fin des années 1850 son antique et belle église romane est jugée trop petite. Elle sera donc rasée et remplacée par l’actuelle pastiche néo-gothique.
Dès le début des années 1800, le sol de Rozier-en-Donzy fourni de nombreuses tuiles à rebords et des briques pleines  qui sortent de deux tuileries de LEBOUCHARD Georges, l’une située « chemin de Néronde à Rozier-en-Donzy » juste avant le moulin de « la Guédonnière » aujourd’hui en ruines, l’autre en bordure du « bois de l’Avourette » (aujourd’hui bois Perchet au lieudit des Placettes). L’une et l’autre desservent le village de Rozier-en-Donzy, ainsi que les villages voisins en chars à bœufs qui parcourent les chemins devenus aujourd’hui des circuits pédestres.

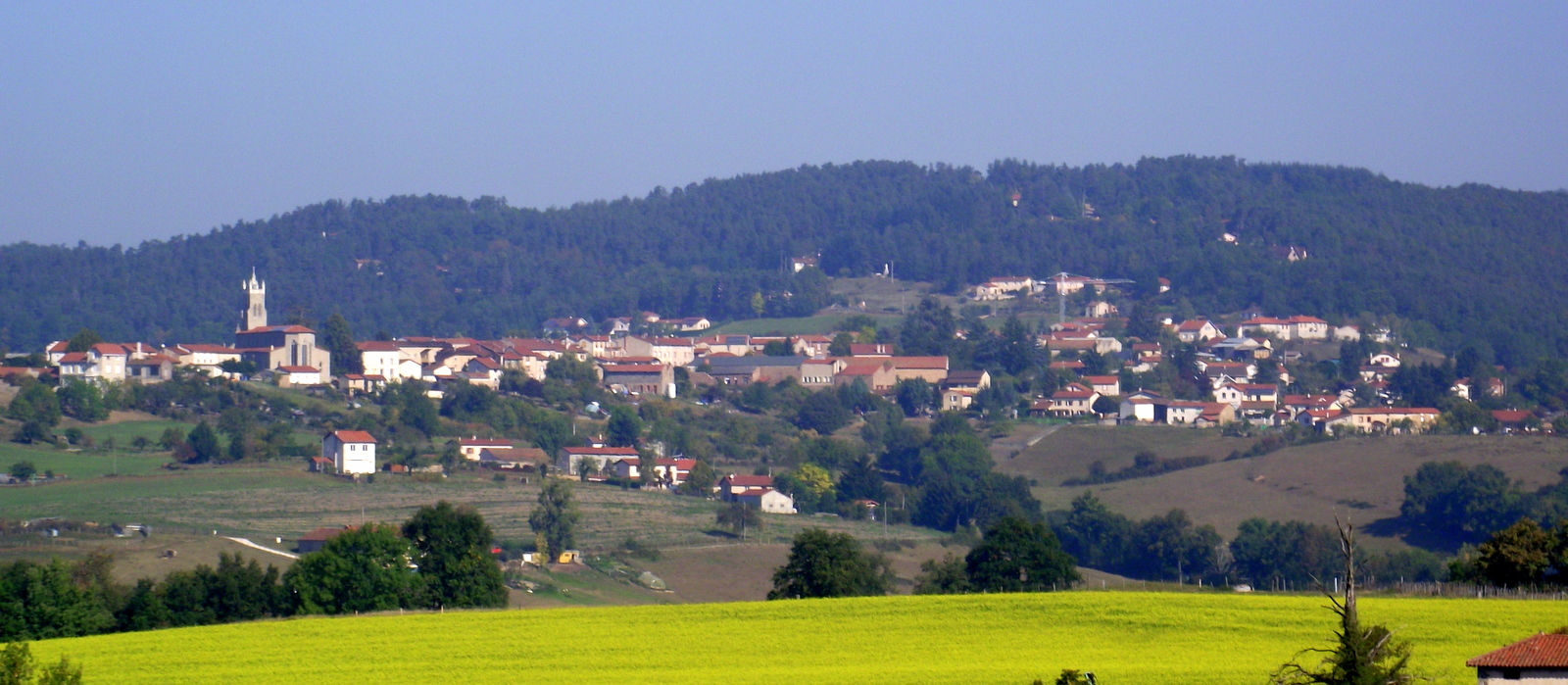
Rozier-en-Donzy, sur un plateau fleuri.
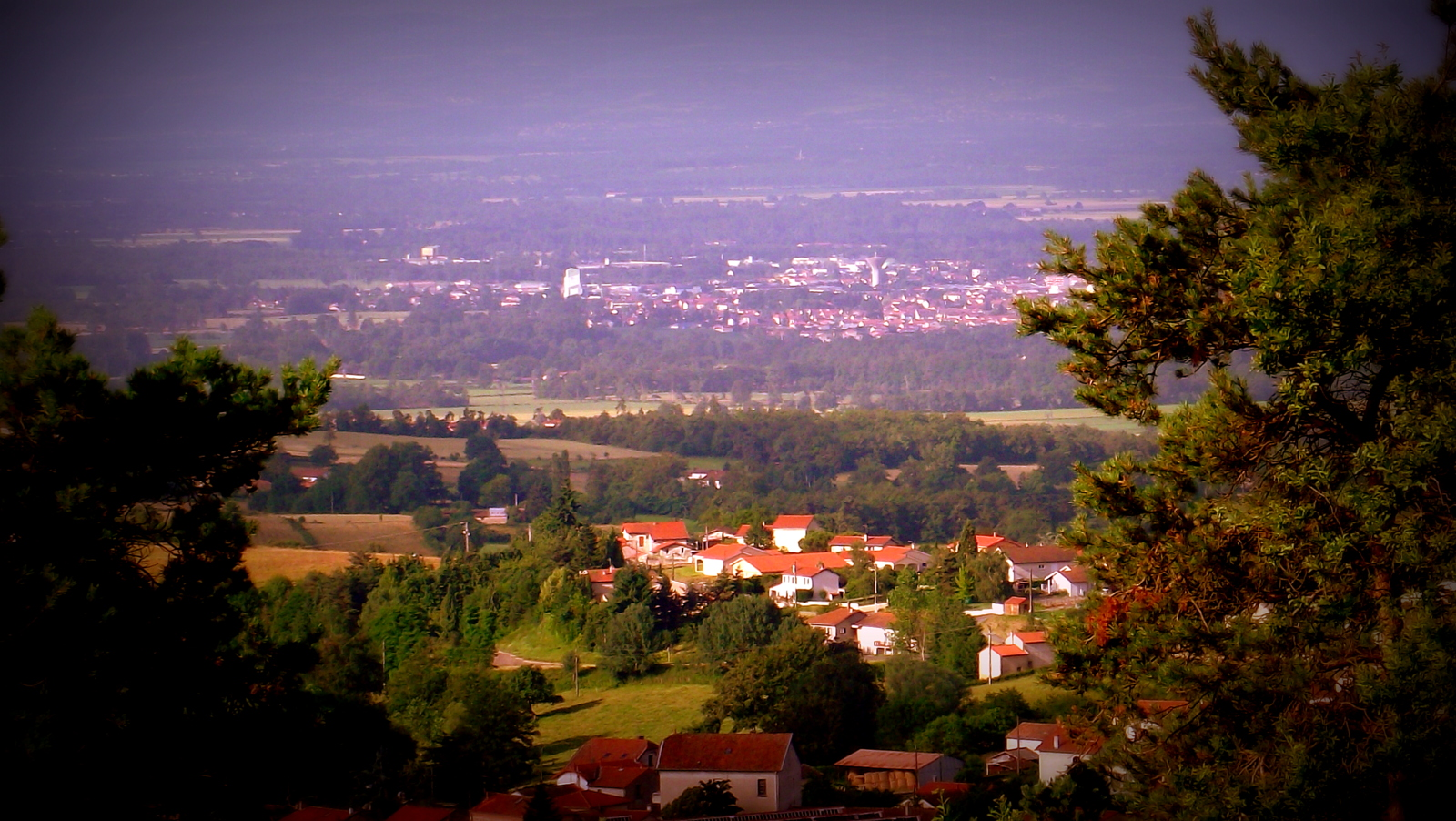
Plaine du Forez vue de Rozier…
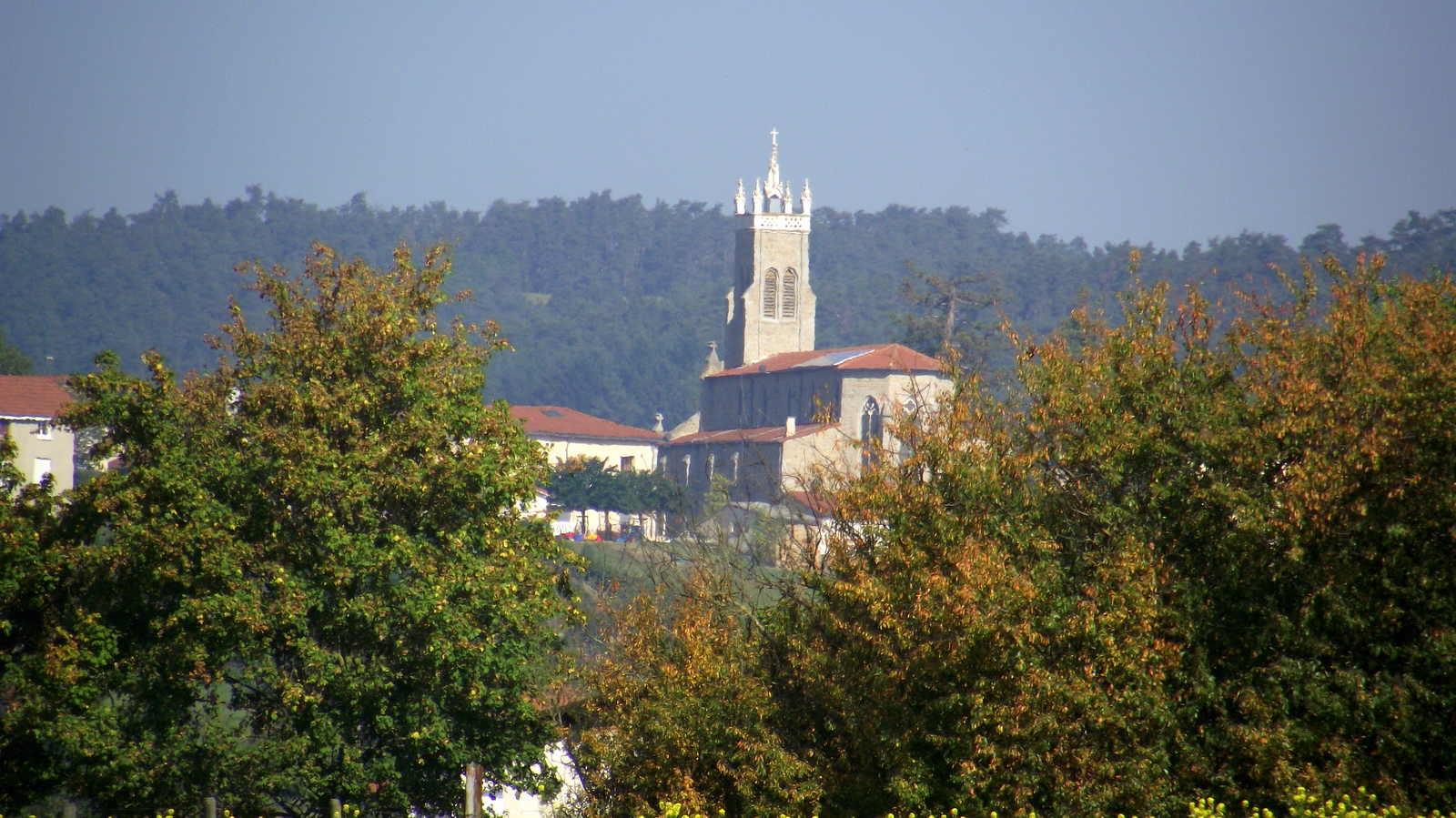
Église du XIXe siècle.
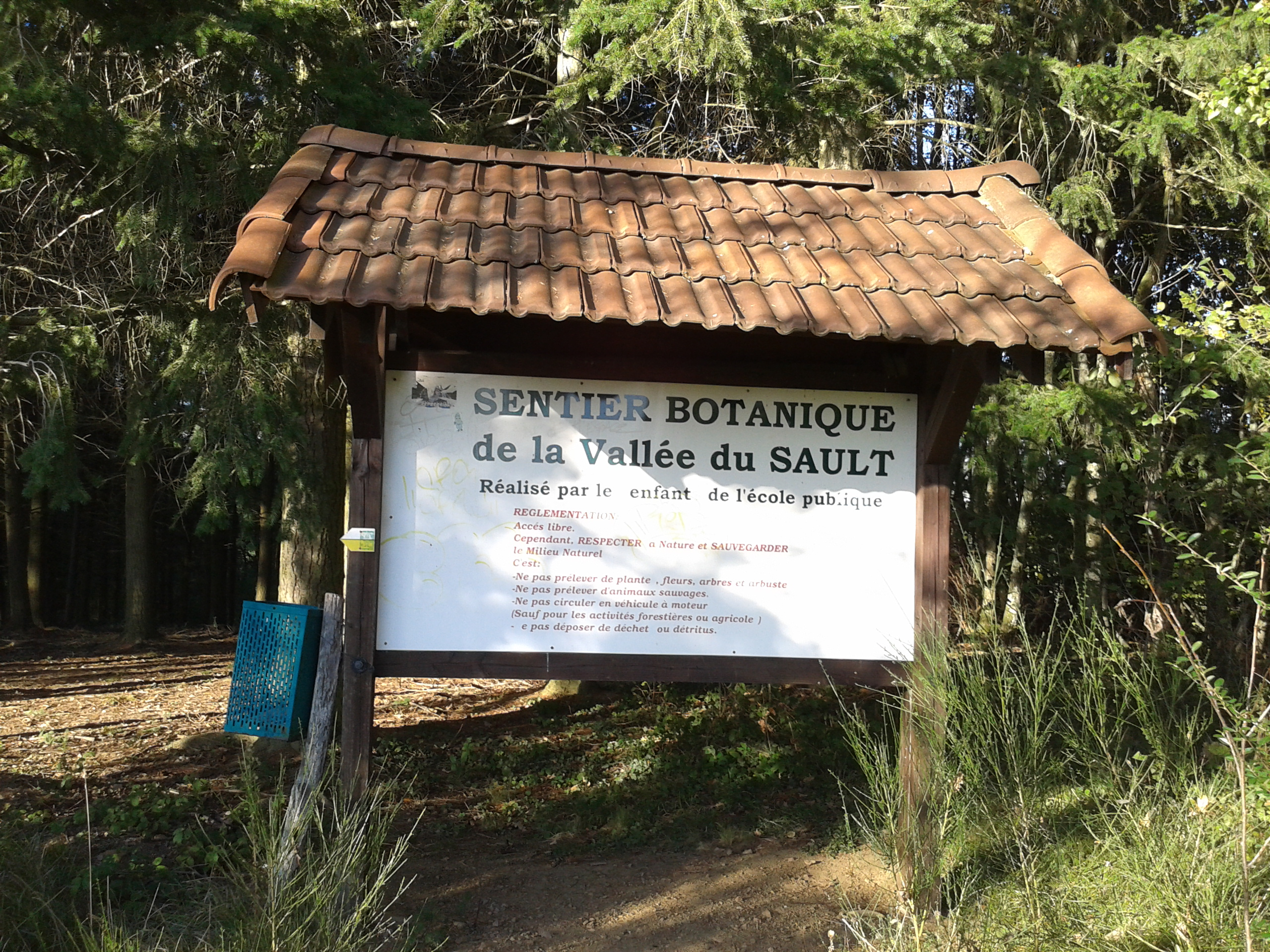
Le sentier botanique.

### Un passé fortement lié au tissage
Rozier-en-Donzy a depuis longtemps un passé lié avec celui de la capitale de la soierie : Lyon.
Depuis le début du XVIIIe siècle, Rozier-en-Donzy a connu une forte activité avec le tissage « à bras ». Cette activité s'est ensuite mécanisée au début du XIXe siècle, avec la révolution industrielle.
Entre 1950 et 1970, pratiquement 1 000 métiers à tisser « battaient » dans le village.
Six ou sept usines autour du bourg occupaient alors quelques centaines d'ouvriers.
Les ateliers de l'époque occupaient des familles entières.
Cette période fut aussi l'époque des agriculteurs-tisseurs, avec quelques vaches et un ou deux métiers à tisser.
Cette activité du tissage a ensuite connu un énorme ralentissement après les années 1980, une chute inévitable, liée à l'ouverture des marchés et à la mondialisation.
Il en reste actuellement quelques traces avec deux usines et une dizaine d'ateliers qui produisent encore des ouvrages alliant du tissu velours façonné à la soie naturelle.
Afin de se différencier et de résister à la rude concurrence des marchés asiatiques, ces quelques usines ont su orienter leur travail sur des produits de très haute qualité, reconnus et appréciés dans le monde entier.

## Politique et administration
| Période | Période  | Identité             | Étiquette | Qualité         |
| ------- | -------- | -------------------- | --------- | --------------- |
| 1792    | 1796     | Antoine Spire        |           | Agent municipal |
| 1796    | 1797     | Antoine Coquard      |           | Agent municipal |
| 1797    | 1798     | Jean Micolon         |           | Agent municipal |
| 1798    | 1798     | Joseph Coquard       |           | Agent municipal |
| 1798    | 1798     | Pierre Denis         |           | Agent municipal |
| 1799    | 1799     | Antoine Spire        |           | Agent municipal |
| 1800    | 1800     | Etienne Vados        |           | Agent municipal |
| 1800    | 1804     | Jean Demare          |           |                 |
| 1804    | 1814     | Jean Demare          |           |                 |
| 1814    | 1816     | Claude Chouzy        |           |                 |
| 1816    | 1824     | Jean Micolon         |           |                 |
| 1824    | 1826     | Claude Coquard       |           |                 |
| 1826    | 1830     | Antoine Micolon      |           |                 |
| 1830    | 1843     | Claude Chouzy        |           |                 |
| 1843    | 1848     | J.Louis Martinon     |           |                 |
| 1848    | 1851     | J.Louis Micolon      |           |                 |
| 1852    | 1870     | J.Louis Micolon      |           |                 |
| 1870    | 1878     | Michel Chouzy        |           |                 |
| 1878    | 1884     | Etienne Gay          |           |                 |
| 1884    | 1888     | Antoine Loire        |           |                 |
| 1888    | 1892     | J.Marie Jourjeon     |           |                 |
| 1892    | 1900     | Joseph Loire         |           |                 |
| 1900    | 1904     | J.Marie Farge        |           |                 |
| 1904    | 1908     | Joseph Loire         |           |                 |
| 1908    | 1919     | Jean Benoît Demare   |           |                 |
| 1919    | 1925     | Jean-Marie Farge     |           |                 |
| 1925    | 1929     | Jean-Marie Peronnet  |           |                 |
| 1929    | 1940     | Marius Farge         |           |                 |
| 1940    | 1944     | Marius Farge         |           |                 |
| 1944    | 1946     | Claudius Peronnet    |           |                 |
| 1946    | 1953     | Claudius Peronnet    |           |                 |
| 1953    | 1992     | Léon Coquard         |           |                 |
| 1992    | 2014     | Jean-Louis Rivollier | DVD       |                 |
| 2014    | En cours | Didier Berne         |           |                 |

## Démographie
L'évolution du nombre d'habitants est connue à travers les recensements de la population effectués dans la commune depuis 1793. Pour les communes de moins de 10 000 habitants, une enquête de recensement portant sur toute la population est réalisée tous les cinq ans, les populations de référence des années intermédiaires étant quant à elles estimées par interpolation ou extrapolation. Pour la commune, le premier recensement exhaustif entrant dans le cadre du nouveau dispositif a été réalisé en 2004.

En 2022, la commune comptait 1 421 habitants, en évolution de −2,13 % par rapport à 2016 (Loire : +1,32 %, France hors Mayotte : +2,11 %).
| 1793 | 1800 | 1806 | 1821 | 1831 | 1836 | 1841 | 1846  | 1851  |
| ---- | ---- | ---- | ---- | ---- | ---- | ---- | ----- | ----- |
| 702  | 600  | 603  | 840  | 862  | 913  | 981  | 1 024 | 1 004 |

| 1856  | 1861  | 1866  | 1872  | 1876  | 1881  | 1886  | 1891  | 1896  |
| ----- | ----- | ----- | ----- | ----- | ----- | ----- | ----- | ----- |
| 1 028 | 1 104 | 1 128 | 1 050 | 1 150 | 1 152 | 1 322 | 1 353 | 1 401 |

| 1901  | 1906  | 1911  | 1921  | 1926  | 1931  | 1936  | 1946  | 1954  |
| ----- | ----- | ----- | ----- | ----- | ----- | ----- | ----- | ----- |
| 1 370 | 1 428 | 1 493 | 1 290 | 1 350 | 1 325 | 1 246 | 1 138 | 1 299 |

| 1962  | 1968  | 1975  | 1982  | 1990  | 1999  | 2004  | 2006  | 2009  |
| ----- | ----- | ----- | ----- | ----- | ----- | ----- | ----- | ----- |
| 1 328 | 1 303 | 1 165 | 1 172 | 1 146 | 1 268 | 1 323 | 1 359 | 1 345 |

| 2014  | 2019  | 2022  | - | - | - | - | - | - |
| ----- | ----- | ----- | - | - | - | - | - | - |
| 1 436 | 1 427 | 1 421 | - | - | - | - | - | - |

## Culture locale et patrimoine

### Lieux et monuments
- Église Saint-Pierre, 1860 : édifiée selon les plans de l'architecte Montagnac, confessionnal Louis XV.
- Chapelle Saint-Roch du XVIIe siècle : c'est vers 1628 qu'une terrible épidémie de peste ravagea le Forez : en quatre mois, 700 personnes trouvèrent la mort dans la seule ville de Feurs. Ceux des habitants de Rozier qui restèrent valides firent vœu d'édifier un oratoire s'ils étaient épargnés par le mal. Voici l'origine de la petite chapelle qui s'élève le long du passage, dans la partie haute du village.
- Site des « Pierres Folles » : situées au cœur du massif de Mussy, au milieu des pins sylvestres et des champignons, ces alignements d'énormes blocs erratiques empilés les uns sur les autres, s'étalent sur plusieurs centaines de mètres. Sur certains, on croit distinguer des cupules et des écuelles, qui auraient pu être creusées par la main de l'homme. De quelle époque peuvent dater ces marques dans le rocher ? Nul ne saurait le dire. En attendant que des archéologues s'y intéressent, les autochtones se contentent de répondre : « Comme on ne peut pas expliquer leur présence ici, on a dit que ces pierres sont folles ».
- Croix de 1617, au carrefour de la rue Saint-Pierre et de la rue des Montagnes-du-Matin.
- Table d'orientation sur le site de la « Madone », magnifique vue sur la plaine et les monts du Forez.

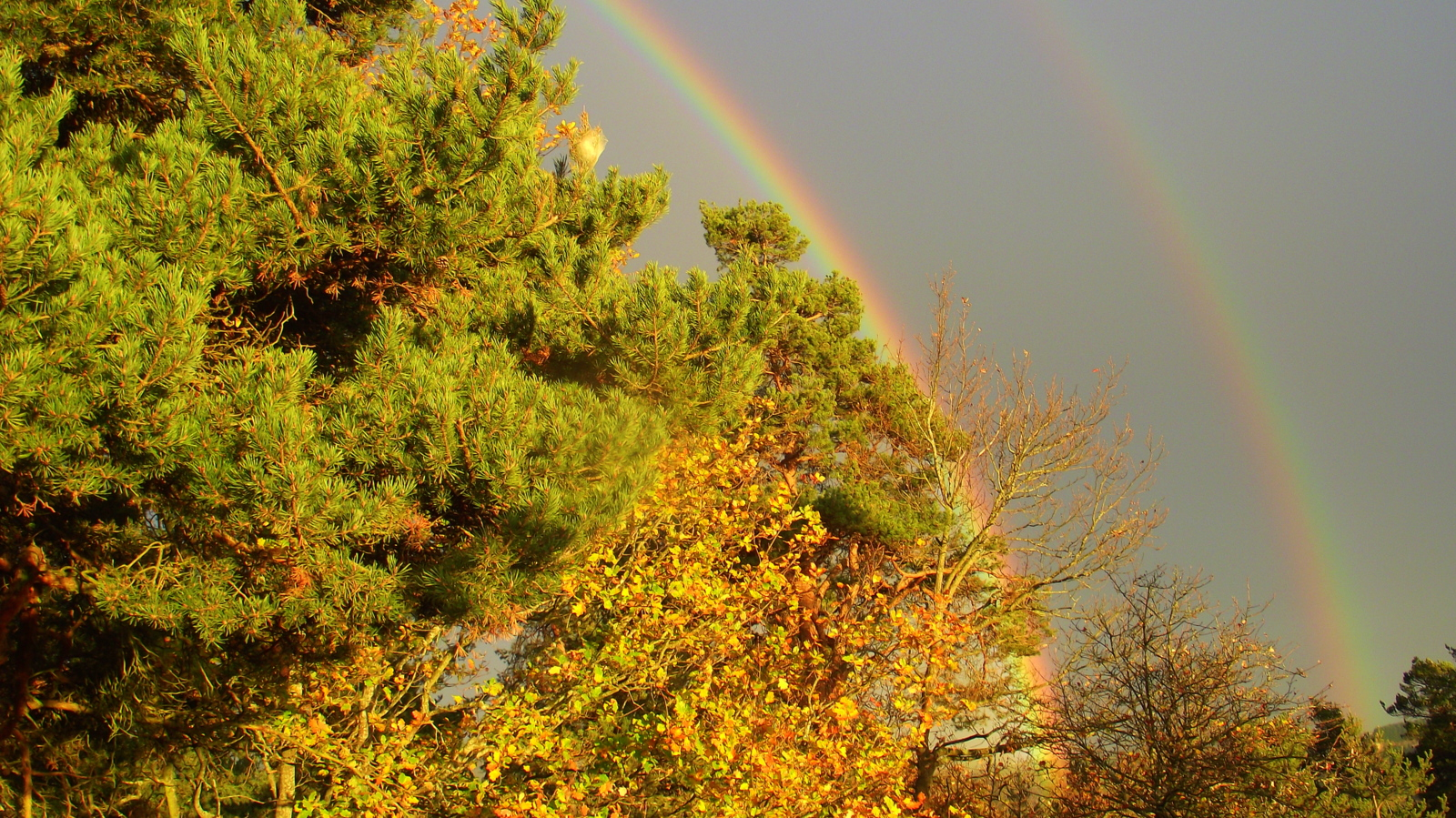
Jeu de couleurs dans le bois de Mussy à Rozier-en-Donzy.
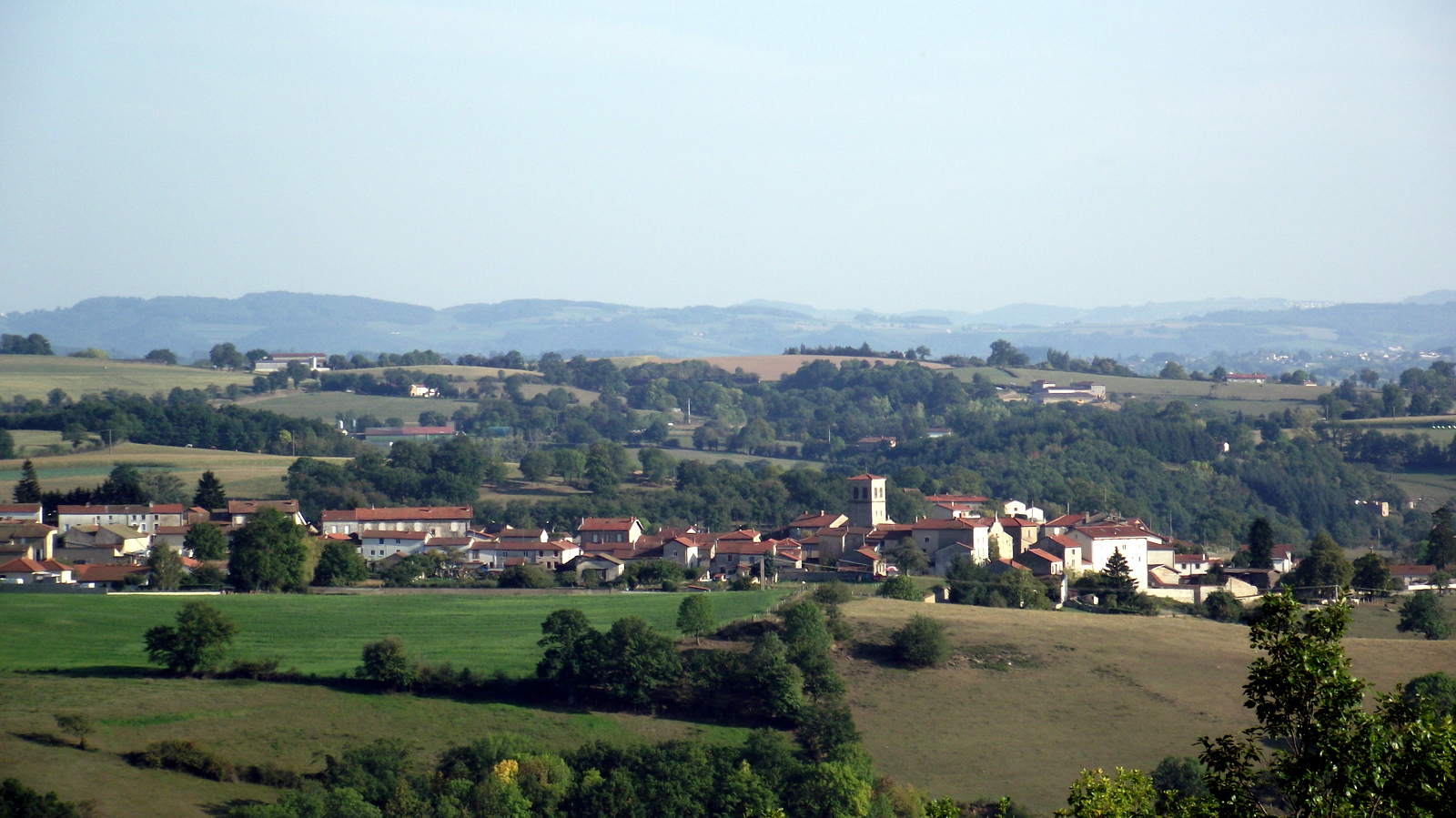
Le village de Cottance vu de Rozier-en-Donzy.
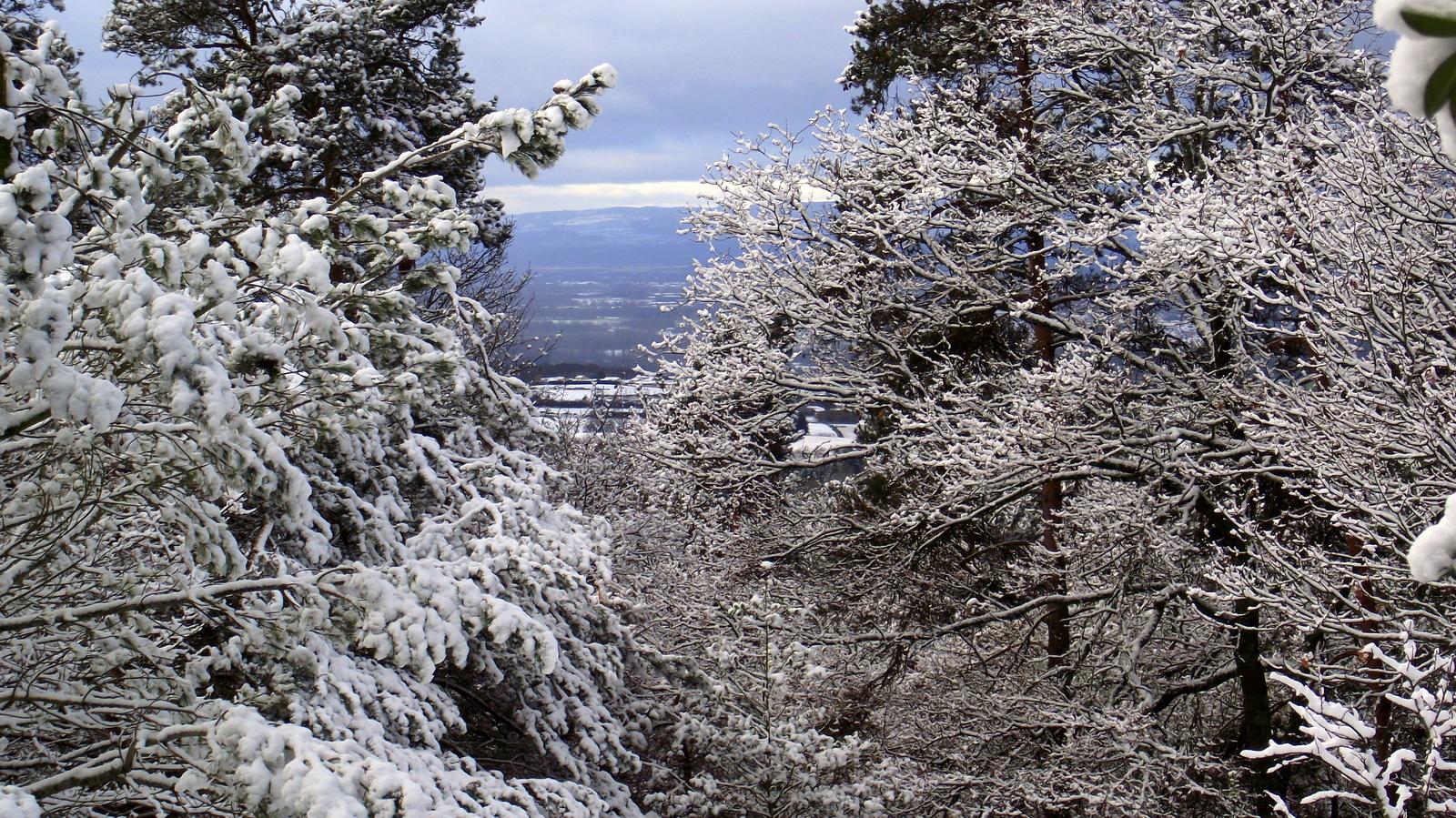
Neige sur Mussy à Rozier-en-Donzy.
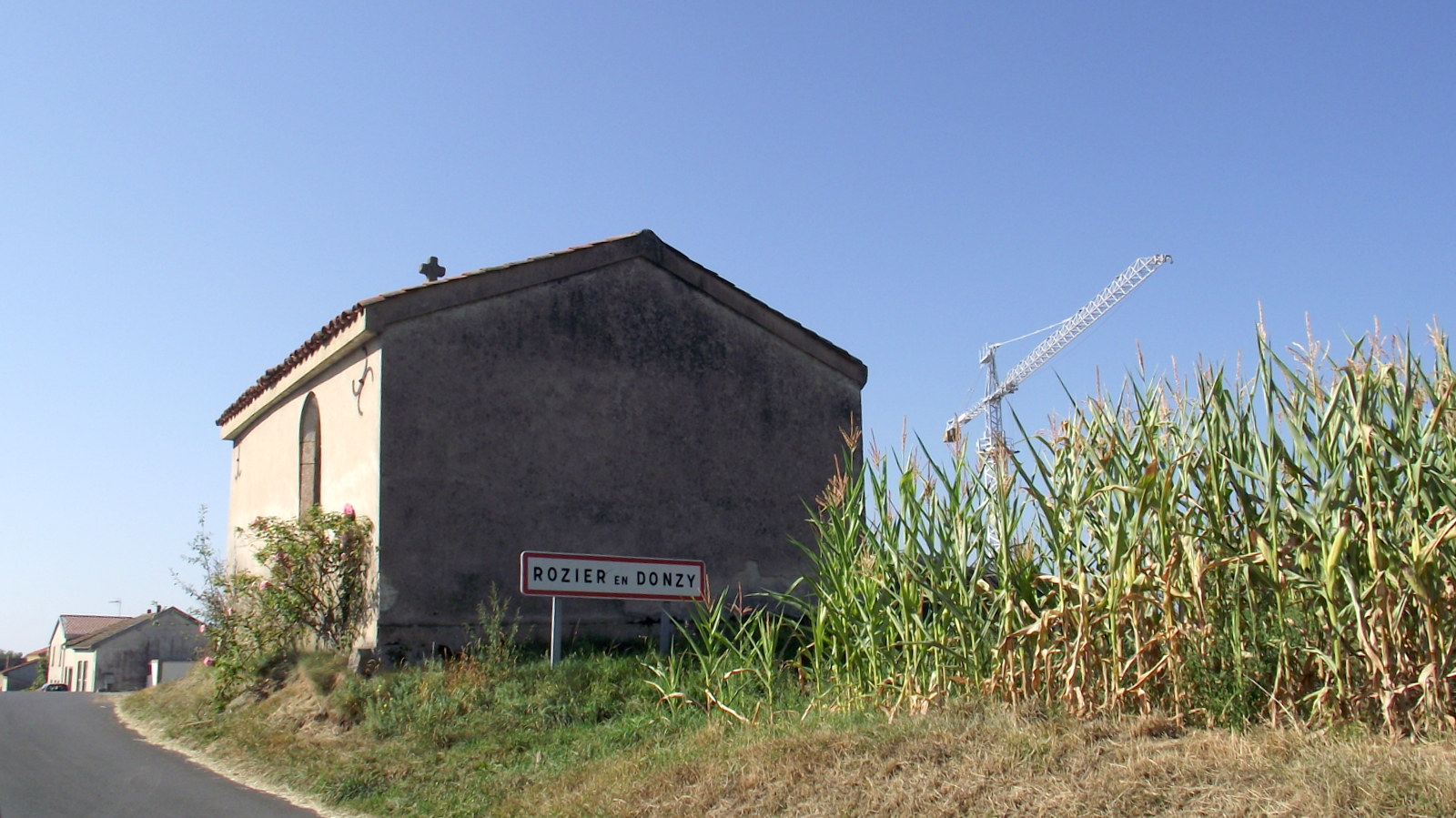
Chapelle Saint-Roch (XVIIe siècle) à Rozier-en-Donzy, dominée depuis vingt ans par une grue du XXe siècle.

- Artisanat : atelier de tissage traditionnel, tableaux tissés en soie naturelle avec système Jacquard ; atelier de peinture sur soie ; fabrication d'articles en tissus provençaux, l'atelier « Vitraux du Forez » : création et restauration de vitraux (méthode traditionnelle en plomb ou en cuivre).
- Sentier pédestre (9 km).

### Héraldique
|  | Ars Serici Domiciacum Honorat : ce qui peut se traduire par La soierie honore ce lieu ou cette demeure. Rozier arbore les armes du Donzy : les 3 étoiles représentent les trois villages de celui-ci, c’est-à-dire Sainte-Agathe-en-Donzy, Salt-en-Donzy et bien sûr Rozier-en-Donzy, ce petit pays de France situé géographiquement entre Forez (le dauphin) et Lyonnais (le lion). Rozier y proclame sa vocation soyeuse avec les deux navettes de métier à tisser ; les ailes écartées de l’oiseau montre l’influence prépondérante de cet artisanat. Les armoiries de Rozier-en-Donzy se blasonnent ainsi : De gueules à la colombe montante d'argent surmontée de deux navettes d'or aux canettes d'azur appointées en chevron , au chef cousu de gueules chargé de trois étoiles d'or. L'écu est surmonté du nom du village en majuscule de sable. Support : un dauphin d'or à dextre, un lion du même à senestre. Devise : Ars Serici Domiciacum Honorat. |